# Trichosporum panayense
Trichosporum panayense är en tvåhjärtbladig växtart som beskrevs av Elmer Drew Merrill. Trichosporum panayense ingår i släktet Trichosporum och familjen Gesneriaceae. Inga underarter finns listade i Catalogue of Life.